# William Gordon Stables

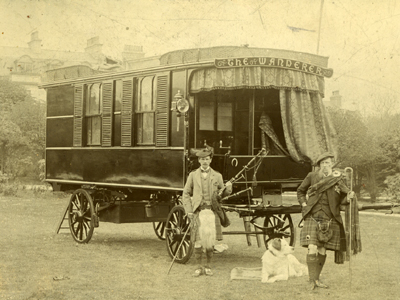
Stables (a destra) con il suo cane "Hurrican Bob" al suo fianco con la sua carovana "The Wanderer", negli anni '90 dell'Ottocento.

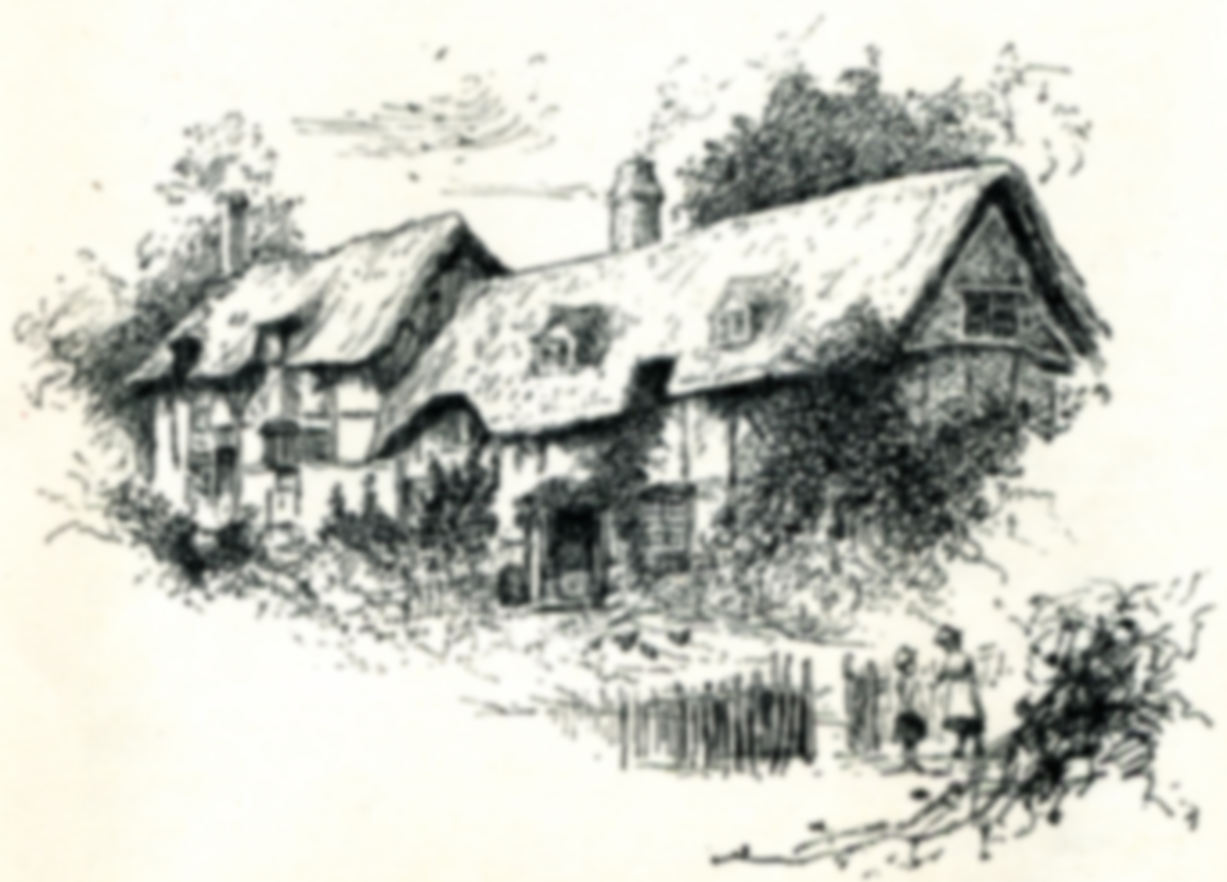
A Souvenir of the "Wanderer" Caravan, illustrazione del libro.

William Gordon Stables (Aberchirder, 21 maggio 1840 – Twyford, 10 maggio 1910) è stato uno scrittore e medico scozzese, operante presso la Marina militare britannica, e un autore prolifico di romanzi d'avventura per ragazzi.

## Biografia
William Gordon Stables nacque ad Aberchirder, nel Banffshire (ora parte dell'Aberdeenshire). Dopo aver studiato medicina all'Università di Aberdeen, prestò servizio come chirurgo nella Royal Navy. Sbarcò nel 1875 e si stabilì a Twyford, nel Berkshire, in Inghilterra.
Scrisse oltre 130 libri. La maggior parte della sua vasta produzione è costituita da romanzi d'avventura per ragazzi, spesso con ambientazione nautica o storica. Pubblicò anche libri su argomenti riguardanti la salute, l'attività fisica e la medicina in generale, e sulla custodia e adozione di cani e gatti.
Per oltre 20 anni Stables fu editorialista medico per The Girl's Own Paper, scrivendo con lo peusdonimo "Medicus". Scrisse articoli, racconti e collaborazioni anche per The Boy's Own Paper.
Stables è stato considerato uno dei più importanti imitatori inglesi di Jules Verne, soprattutto nei suoi romanzi di avventure polari, come The Cruise of the Snowbird (1882), Wild Adventures Round the Pole (1883), From Pole to Pole (1886) e «il suo romanzo più ambizioso», The Cruise of the Crystal Boat (1891).
È anche noto come la prima persona a organizzare una "carovana di gentiluomini" dalla Bristol Wagon & Carriage Works, con la quale viaggiò per tutta la Gran Bretagna nel 1885 (argomento del suo libro The Gentleman Gypsy).
Stables era un forte oppositore della vivisezione.

## Famiglia
Stables sposò Theresa "Lizzie" McCormack il 15 luglio 1874, ed ebbero quattro figli e due figlie. Morì di tubercolosi nella sua casa di Twyford, il 10 maggio 1910.

## Opere
Alcune delle sue pubblicazioni più note:
- Medical Life in the Navy (1868)
- The Domestic Cat (1876)
- Cats: Their Points and Characteristics (1877)
- Wild Adventures in Wild Places (1881)
- Aileen Aroon (1884)
- On Special Service: A Tale of the Sea (1886)
- Exiles of Fortune: A Tale of a Far North Land (1890)
- Two Sailor Lads (1892)
- The Dog: From Puppyhood to Age (1893)
- Sable And White: The Autobiography of a Show Dog (1894)
- A Souvenir of the "Wanderer" Caravan (1895)
- To Greenland and the Pole (1895)
- For Life and Liberty (1896)
- Off to Klondyke (1898)
- Twixt School and College (1901)
- With Cutlass and Torch (1901)
- Every Inch a Sailor (1903)
- In the Great White Land: A Tale of the Antarctic Ocean (1903)
- Our Friend the Dog (1903)
- Westward with Columbus (1906)
- Young Peggy McQueen (1906), illustrazione di Warwick Goble
- The Sauciest Boy in the Service: A Story of Pluck and Perseverance (1911)